# خواكين بورتيو
خواكين بورتيو (بالإسبانية: Joaquín Portillo)‏ هو ممثل إسباني، ولد في 26 فبراير 1911 في مدريد في إسبانيا، وتوفي في 14 أغسطس 1994.

## وصلات خارجية
- خواكين بورتيو على موقع IMDb (الإنجليزية)
- خواكين بورتيو على موقع ديسكوغز (الإنجليزية)